# 4995 Ґріффін
4995 Ґріффін (4995 Griffin) — астероїд головного поясу, відкритий 28 серпня 1984 року.
Тіссеранів параметр щодо Юпітера — 3,415.